# 多枝霉草
多枝霉草（学名：Sciaphila ramosa）为霉草科喜荫草属下的一个种。

## 扩展阅读
- 維基物種上的相關：多枝霉草